# .ls
.ls е интернет домейн от първо ниво за Лесото. Представен е през 1993. Поддържа се от Националния университет на Лесото.